# Осада Дамбартона (870)
Осада Дамбартона — состоявшаяся в 870 году осада войском викингов под командованием Ивара I и Олава I находившейся на Дамбартонской скале (на месте современного Дамбартона в Шотландии) одноимённой крепости, являвшейся резиденцией короля Алт Клута; продолжалась четыре месяца и завершилась захватом крепости норманнами; одна из наиболее длительных осад времён походов викингов и самая продолжительная в их войнах на Британских островах.
Об осаде Дамбартона и связанных с нею событиях сообщается в нескольких средневековых исторических источниках: в том числе, в «Анналах Камбрии» и «Анналах Ульстера».
Крепость Дамбартон (бриттское название — Дин Британн) была резиденцией правителей Алт Клута, единственного оставшегося после англосаксонского завоевания бриттского королевства вне Уэльса. Вероятно, здесь хранилась казна короля Артгала ап Думнагуала. Находившаяся на слиянии рек Клайд и Левен хорошо укреплённая крепость занимала стратегически важное положение. Она несколько раз подвергалась нападениям (например, в 756 году во время совместного похода ею овладели англы и пикты), но до 870 года она не являлась целью походов викингов.
После завоеваний викингов на Британских островах образовались два государства со скандинавами во главе: Йоркское королевство Ивара I в Британии и Дублинское королевство Олава I в Ирландии. С середины 860-х годов викинги начали регулярные вторжения на территорию современной Шотландии. В 866 году они разорили Фортриу, а в 870 году Ивар I и Олав I заключили союз для совместного похода в Алт Клут. Возможно, намерение викингов захватить Дамбартон могло быть вызвано как желанием овладеть богатой добычей, так и уничтожить крепость, препятствовавшую их проникновению во внутренние области королевства Альба.
Осада Дамбартона продолжалась четыре месяца — беспрецедентно длительный срок в истории войн викингов на Британских островах. Никакая другая кампания Ивара I и Олава I не включала в себя таких продолжительных военных действий в одном месте. Вероятно, это свидетельствует о хорошей подготовленности Дамбартона к осаде и готовности норманнов во что бы то ни стало овладеть крепостью. В валлийских преданиях упоминается о пересыхании в крепости колодца, единственного источника питьевой воды для осаждённых. Основываясь на этих текстах, историк Алан Маккуори предположил, что после продолжительной осады норманны смогли захватить нижнюю часть скалы, где находился колодец, вынудив защитников отступить к лишённой водоснабжения вершине утёса. Только после того как у осаждённых закончилась вода, они были вынуждены сдаться.
Викинги разорили крепость, взяв в плен многих её защитников. В «Анналах Ульстера» сообщается, что в 871 году флот скандинавов из двухсот кораблей переправил в Дублин захваченных во время похода англов, пиктов и скоттов. Вероятно, среди них были и пленённые при захвате Дамбартона. Судьба заключённых неизвестна, но так как Дублин был тогда одним из главных невольничьих рынков Европы, вероятно, что они были проданы в рабство.
Неизвестно, был ли среди осаждённых в Дамбартоне бриттов король Артгал ап Думнагуал. Возможно, он мог или заранее покинуть свою резиденцию и избежать плена, или быть захвачен викингами и вместе со своими людьми отвезён в Ирландию. Достоверно известно только то, что король Алт Клута был убит в 872 году в Дублине по наущению короля Альбы Константина I и ему наследовал его сын Рун ап Артгал.
После разорения Дамбартона резиденция правителей Алт Клута была перенесена в расположенный вверх по течению Клайда Гован. С тех пор это королевство стало называться в источниках Стратклайдом. Возможно, в разорённой крепости был оставлен гарнизон викингов и в дальнейшем Дамбартон использовался как место сбора войск при походах скандинавов вглубь Шотландии. Одним из первых таких вторжений стал поход викингов 875 года, во время которого они разорили Стратклайд и Голуэй со стороны Тайна. Утрата столь важного пункта как Дамбартон привела к тому, что Стратклайд стал подпадать под влияние правителей королевства Альба (позднейшей Шотландии) и в конце концов в первой половине XI века был ими аннексирован.